# Manoel Vitorino
Manoel Vitorino är en kommun i Brasilien.   Den ligger i delstaten Bahia, i den östra delen av landet, 800 km öster om huvudstaden Brasília. Antalet invånare är 14 390.
Omgivningarna runt Manoel Vitorino är huvudsakligen savann. Runt Manoel Vitorino är det mycket glesbefolkat, med 4 invånare per kvadratkilometer.